# Голубинське провалля
Голубинське провалля (рос. Голубинский провал) — печера в Архангельській області, на Біломорсько-Кулойському плато європейської півночі Росії. Карстова печера горизонтального типу простягання. Загальна протяжність — 1610 м. Глибина печери становить 17 м. Категорія складності проходження ходів печери — 1.